# Ursula Bode (Schauspielerin)
Ursula Bode, auch Ursula Rudolph-Bode, (* 1. Februar 1922 in Dresden; † 18. August 2018 in München) war eine deutsche Schauspielerin und Lehrerin.

## Leben
Ursula Bode wuchs im Sudetenland auf. Nach dem Umzug der Familie nach Dresden machte sie in ihrer Heimatstadt Dresden zunächst ihr Abitur. Sie nahm anschließend Schauspielunterricht bei der bekannten Schauspielerin und Schauspiellehrerin Lucie Höflich.
Für die Spielzeit 1944 wurde sie als Anfängerin an das Stadttheater Freiberg engagiert, konnte ihr Engagement jedoch aufgrund der von Joseph Goebbels für den Sommer 1944 verfügten Schließung aller deutschen Theater nicht mehr antreten. Sie wurde dann zum allgemeinen Kriegseinsatz in einer Dresdner Druckerei verpflichtet. Nach den Luftangriffen auf Dresden floh sie im Frühjahr 1945 zunächst zu ihrer Schwester nach Tábor in Böhmen, im damaligen Protektorat Böhmen und Mähren, später dann zu Verwandten nach Linz an der Donau.
Nach dem Zweiten Weltkrieg begann sie als Schauspielerin. Sie erhielt ein erstes Engagement am Schiller-Theater in Ludwigsburg. Sie spielte dort u. a. 1947 die Titelrolle in Kleists Schauspiel Das Käthchen von Heilbronn. Als das Theater nach der Währungsreform schließen musste, ging Bode mit ihrem Mann, dem Schauspieler und Regisseur Manfred Rudolph, mit dem sie gemeinsam in Ludwigsburg engagiert war, für einen beruflichen Neuanfang nach München. Rudolph erhielt eine Stelle als Regieassistent am Bayerischen Staatsschauspiel. Bode hatte in der Folgezeit Bühnenengagements in München, am Landestheater Coburg und am Stadttheater Würzburg. Zu ihren großen Bühnenrollen gehörte u. a. auch die Luise in Kabale und Liebe.
Am Bayerischen Staatsschauspiel war sie in einigen, meist kleineren Rollen zu sehen. In der Spielzeit 1951/52 trat sie am Bayerischen Staatsschauspiel in der Erstaufführung des Theaterstücks Santa Cruz (Premiere: Oktober 1951) von Max Frisch auf. Weitere Rollen hatte sie dort als Kammermädchen Rose in Die Verschwörung des Fiesco zu Genua (Premiere: Oktober 1951), als Schwester von St. Charles in Die begnadete Angst von Georges Bernanos (Premiere: November 1951), als Yvonne in dem Schauspiel Das große Abc von Marcel Pagnol (Premiere: Januar 1952) und als Hofdame in Ein Wintermärchen (Premiere: März 1952). In der Spielzeit 1952/53 verkörperte sie am Bayerischen Staatsschauspiel die Rolle der Frau Fanny Mell in der Komödie Das Konzert von Hermann Bahr (Juli 1953). In der Spielzeit 1959/60 trat sie am Bayerischen Staatsschauspiel erneut in Shakespeares Spätwerk Ein Wintermärchen auf; diesmal übernahm sie die Rolle der Kammerfrau Emilia, in einer Neuinszenierung des Stücks von Günther Lüders, die im Oktober 1959 im Cuvilliés-Theater Premiere hatte.
Bode spielte unter anderem in den Filmen Zur Sache, Schätzchen (1968), Der Job (1971) und Paragraph 218 – Wir haben abgetrieben, Herr Staatsanwalt (1971). In dem pseudodokumentarischen, mit Interviews durchsetzten Sexfilm Erotik im Beruf – Was jeder Personalchef gern verschweigt (1971) war sie als „Fräulein Spannholz“ zu sehen.
Zudem wirkte sie 1957 in dem vom Bayerischen Rundfunk produzierten Hörspiel Der veruntreute Himmel nach dem Roman von Franz Werfel unter der Regie von Heinz-Günter Stamm mit.
Bode arbeitete bis in die 1960er Jahre als Bühnen- und Filmschauspielerin in München. Im Alter von 50 Jahren begann Bode, nachdem ihr Mann seine Stellung am Bayerischen Staatsschauspiel verloren hatte, ein Lehramtsstudium für Deutsch und Englisch. Sie unterrichtete als Englisch-Lehrerin an öffentlichen Schulen, zunächst in der Nähe von Augsburg, später in Maisach. Parallel dazu betreute sie Abiturkurse des zweiten Bildungswegs an der Volkshochschule München. Ab 1975 unterrichtete sie im damals neu angebotenen Seniorenprogramm der VHS München. Im Alter von über 90 Jahren unterrichtete sie noch drei Seniorenkurse an der VHS München und erteilte auch noch Privatunterricht. 2015 unterrichtete sie im Alter von 93 Jahren immer noch an der VHS München. Sie war zum damaligen Zeitpunkt die älteste Dozentin an der VHS München.
Ihr Mann Manfred Rudolph, der später bis 2002 das Münchner Schauspielstudio, ehemals Zinner Studio, leitete, starb am 29. November 2010 in München. Aus der Ehe gingen zwei Kinder hervor. Bode lebte bis zu ihrem 92. Lebensjahr in ihrer eigenen Wohnung in München. 2015 zog sie im Alter von 93 Jahren in ein Münchner Seniorenheim.

## Hörspiele
- 1950: Prinz Friedrich von Homburg[10]
- 1957: Der veruntreute Himmel[11]

## Filmografie (Auswahl)
- 1968: Zur Sache, Schätzchen
- 1971: Der Job
- 1971: Paragraph 218 – Wir haben abgetrieben, Herr Staatsanwalt
- 1971: Erotik im Beruf – Was jeder Personalchef gern verschweigt